# Тейлирян, Согомон
Согомон Тейлирян (Тейлерян, арм. Սողոմոն Թեհլիրյան; 2 апреля 1897 — 23 мая 1960) — деятель армянского национально-освободительного движения, жертва геноцида армян в 1915 году, единственный выживший из своей семьи; в 1921 году застреливший в Берлине одного из главных организаторов геноцида армян — Мехмеда Талаата-пашу.

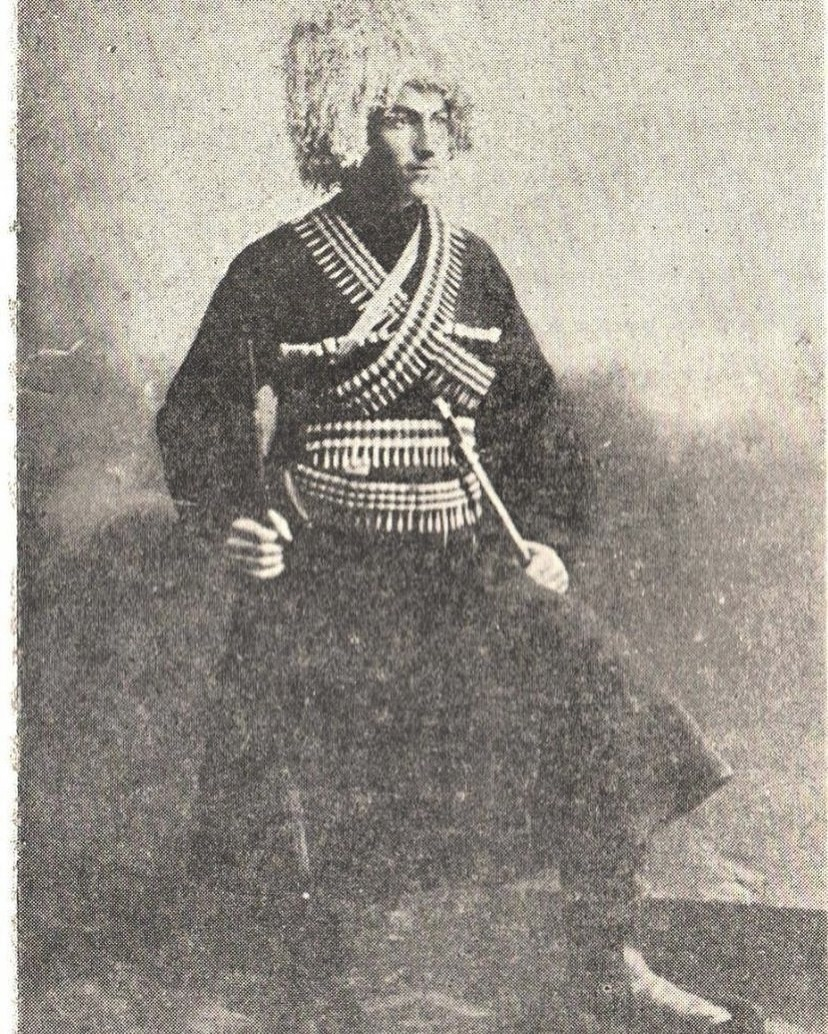
Согомон в фидаинском костюме

Был оправдан германским судом.

## Биография
Согомон родился в деревне Неркин-Багари Эрзерумского вилайета, на востоке Османской империи, 2 апреля 1897 года. В начале XX века его отец предпринял поездку в Сербию, имея намерение обжиться там, чтобы вывезти туда всю семью. Однако, когда в 1905 г. Тейлирян-старший вернулся за семьёй в Турцию, то был немедленно арестован и приговорён к 6-месячному заключению. А пока он сидел в тюрьме, семью переселили из Неркин-Багари в город Эрзинджан.
Начальное образование Согомон Тейлирян получил в Эрзинджанской протестантской школе 2-й ступени. Затем продолжил учёбу в константинопольском лицее «Гетронаган» и в немецком университете. С началом Первой мировой войны Согомон прерывает обучение и возвращается в Эрзинджан. Вступает в армянские добровольческие формирования.
Младотурецкая установка на геноцид армян была дана в шифрованной телеграмме Энвер-паши от 27 февраля 1915 г., конкретные же меры по «окончательной ликвидации» армян были прописаны в секретной директиве Талаат-паши и Энвер-паши от 15 апреля 1915 г.
Геноцид армянского населения начался в анатолийском городе Зейтун 24 апреля 1915 г. Вся семья Тейлиряна была уничтожена во время геноцида. Сам он стал свидетелем изнасилования двух сестер и убийства матери и брата. Тейлиряну удалось выжить, когда турецкие солдаты оставили его умирать на куче раненых и мертвых тел (сёстры после изнасилования тоже были убиты).
Тейлирян попал в Константинополь, откуда в 1920 году эмигрировал в США. Позднее Тейлирян по заданию партии «Дашнакцутюн», проводившей операцию мести организаторам геноцида под названием «Немезис», отправился в Европу, в столицу Германии Берлин.
Здесь Согомону Тейлиряну удалось выследить Мехмеда Талаата-пашу, бывшего на первой позиции в списке целей операции «Немезис», и обнаружить дом, где тот скрывался. Утром 15 марта 1921 года у этого дома № 4 по улице Гарденберг-штрассе в берлинском районе Шарлоттенбург Тейлирян опознал и на глазах множества свидетелей застрелил из пистолета «Парабеллум Люгер Р08» бывшего великого визиря Талаата-пашу, скрывавшегося под именем Сей в Германии.
После убийства Тейлирян был арестован германскими властями. Суд над Тейлиряном и его оправдание стали сенсацией. Тейлиряна защищали три адвоката, среди которых доктор Курт Нимайер, профессор права университета Киля. Объектом рассмотрения суда стало не только нападение Тейлиряна, но и предшествующие деяния самого Талаата как организатора зверских массовых убийств мирного населения. На суде были заслушаны многочисленные свидетели, рассказавшие подробности геноцида. Они потрясли общественность.
Тейлирян был признан находившимся в состоянии невменяемости в момент покушения и освобождён.
Этот суд оказал большое воздействие на польского юриста Рафаэля Лемкина, позже предложившего термин «геноцид».
После суда Тейлирян около тридцати лет прожил в Сербии, несколько лет в Валево, затем в Белграде на улице Далматинской, 78. Женился на армянке Анаит Татикян, стал отцом сына и дочери. В 1950-х годах семья Тейлирянов эмигрировала в США. Умер Согомон Тейлирян в Сан-Франциско, похоронен во Фресно на армянском кладбище «Арарат».
Мемуары Согомона Тейлиряна записал западно-армянский писатель и общественный деятель Ваан Минахорян. Впервые они были опубликованы в 1953 году в Каире издательством «Лусабер» под названием «Согомон Тейлирян: воспоминания, террор Талаата».

## Памятник в Армении
22 апреля 2015 года в городе Маралик Ширакской области Армении открылся памятник Тейлеряну с револьвером в руках и головой Талаата-паши под ногой. Автор — заслуженный художник Армении Самвел Петросян.

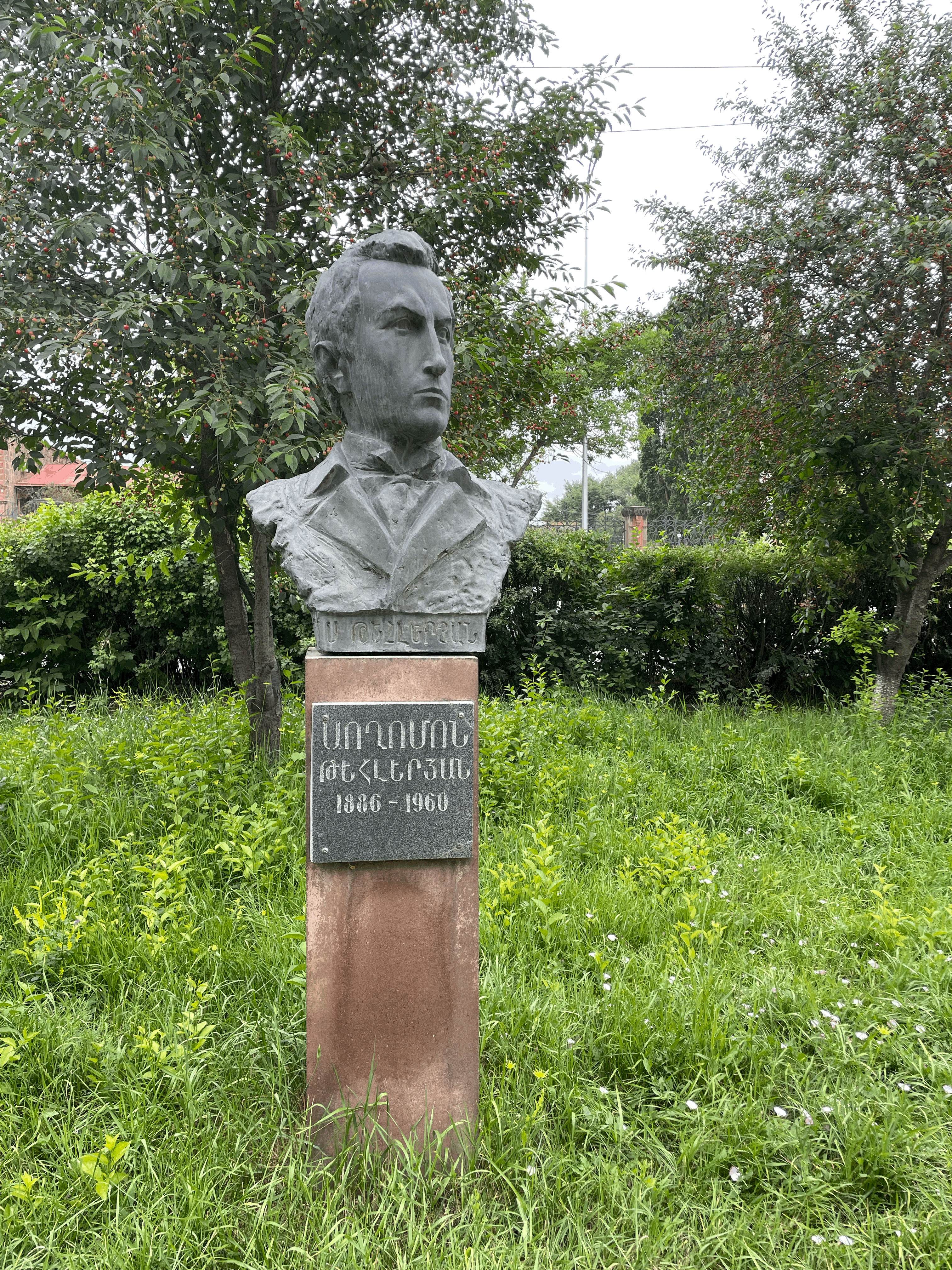
Бюст в Гюмри

## Памятник во Франции
15 марта 2024 года, в день 103-летия с убийства Согомоном Тейлеряном одного из организаторов Геноцида армян Талаат-пашу в Марселе состоялось торжественное открытие памятника. На открытии памятника присутствовали представители армянской диаспоры, интеллигенция.

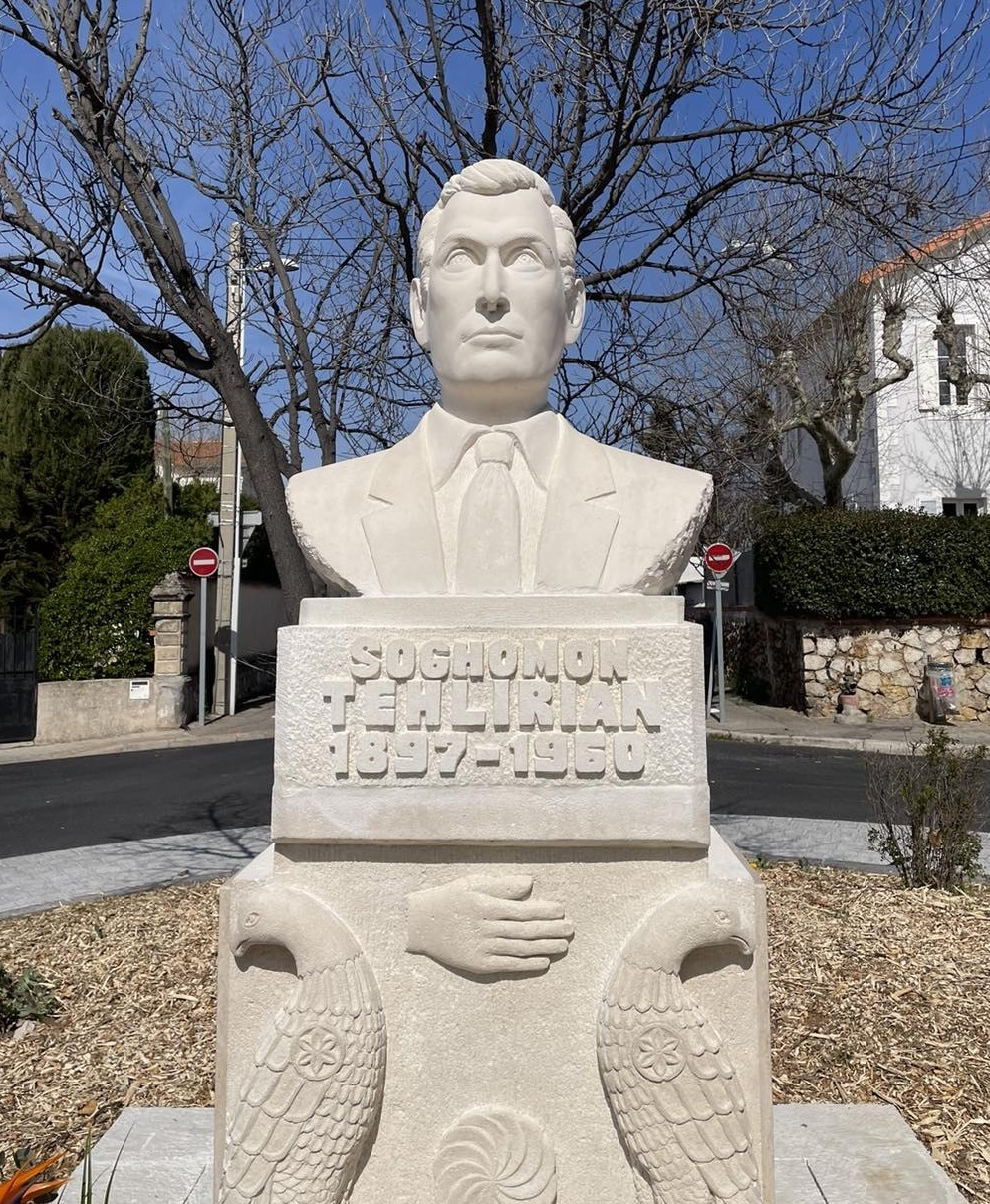
Памятник в Марселе